# Nanuca sebastiani
Nanuca sebastiani Marcus, 1957 è un mollusco nudibranchio della famiglia Facelinidae. È l'unica specie nota del genere Nanuca.